# Křížová cesta (Kvasice)
Křížová cesta ve Kvasicích na Kroměřížsku vede na jih od obce silnicí na vrch Kalvárie.

## Historie
Křížovou cestu tvoří čtrnáct litinových zastavení. Barokní cesta byla zbudována údajně roku 1775. Nákladem kvasické hraběnky Leopoldiny Thunové byla cesta v 19. století obnovena. Vede alejí z lip a jírovců, starou přibližně dvě stě let.
Jednotlivá zastavení chátrají. Některá se zachovala téměř v původní podobě, jiná jsou poškozena a na místě těch zcela zničených stojí prostý kříž. Čtrnácté zastavení se ztratilo.
Celá tato torzovitá křížová cesta má délku asi 300 metrů. Z obou stran je obehnána velkými poli.
Křížová cesta je od 14. září 2022 chráněna jako kulturní památka České republiky.